# Radana Königová
Radana Königová (31. července 1930 Praha – 20. září 2013 Praha) byla česká lékařka v oblasti popáleninové medicíny, který jakožto samostatný obor lékařství neexistoval, takže byl přidružen k oboru plastické chirurgie. Je považována za završitelku díla profesora Františka Buriana, zakladatele československé plastické chirurgie. Za svou profesní kariéru vytvořila rozsáhlou publikační činnost v tuzemsku i v zahraničí.

## Život
V letech 1946 a 1947 studovala na Československé koleji v Hassobury ve Velké Británii a v letech 1949 až 1955 lékařskou fakultu na Univerzitě Karlově v Praze. Jejím synem je výtvarník Otto Placht.

### Akademická a profesionální dráha
Od roku 1969 do roku 1977 zakládala a následně vedla jednotku intenzivní péče popáleninového centra v Praze. Mezi lety 1978 a 1990 byla primářkou popáleninového centra a v letech 1990 až 1996 přednostkou Kliniky popáleninové medicíny 3. LF UK.
V roce 1990 se habilitovala v oboru plastické chirurgie a popáleninové medicíny a roku 1992 byla v tomto oboru jmenována profesorkou. Byla pasována na rytířku českého lékařského stavu za rok 2003.

### Členství v odborných společnostech
Byla členkou celé řady vědeckých orgánů společností, např. České lékařské společnosti Jana Evangelisty Purkyně (ČLS JEP), Společnosti popáleninové medicíny, České společnosti plastické chirurgie, České společnosti chirurgické, Vědecké rady 3. lékařské fakulty UK, Tord Skoog Society of Plastic Surgery atd.

## Významná ocenění
- 1985 (Belgie) – Martin Ramelot Prize za dílo „Psychological and Social Aspects in Burn Care“.
- 1987 (Velká Británie) – J. Laing Memorial Essay Prize za dílo „Facial Disfigurement following Burns“.
- 1993 (Itálie) – G. Whitaker International Burns Prize
- 1995 – Stříbrná medaile UK
- 1995 – Zlatá medaile 3. LF UK
- 1998 – Pamětní medaile ke 650. výročí UK
- 2000 – Zlatá medaile UK
- 2003 – Rytířka českého lékařského stavu, první žena
- 2004 – medaile Za zásluhy  II. stupeň (2004) o stát v oblasti vědy

## Dílo
Výběr z publikací:
- Rozsáhlé popáleninové trauma – Avicenum, Praha, 1978, monografie
- Rekonstrukce a rehabilitace u popáleninového traumatu  (spoluautor - Ivo Pondělíček) – Avicenum, Praha, 1983, monografie
- Rozsáhlé popáleninové trauma (druhé, rozšířené vydání) – Avicenum, Praha, 1990, monografie
- Komplexní léčba popálenin – Grada, Praha, 1999, monografie
- Komplexní léčba popáleninového traumatu (spoluautor – Josef Bláha) – Karolinum, Praha, 2010, monografie
- Ethical problems associated with the treatment of severe burns – Burns 2, 1976
- Psychological problems of burned patients – Burns 18, 1992
- Aspects of Reconstruction in Electrical Injuries. Annals of Burns and Fire Disasters – 11, 1998